# 오토플러스
오토플러스는 2000년 설립된 자동차 유통 관리 전문 기업이다. 자동차 방문 순회정비 서비스로 시작해, 2004년부터는 중고차 판매 사업을 개시했다.
주요 서비스는 중고차 매매, 중고차 매입, 온라인 중고차 경매, 찾아가는 서비스(방문점검), 장기렌트/구독 사업, 자차보험 서비스, 자동차 물류 서비스, 금융서비스, 자동차 서비스 등이 있다. 본사는 서울 영등포구 선유동2로 57 이레빌딩, 신관 11층에 있다.

## 슬로건
차에 가치를 더하다, 오토플러스.

## 주요사업분야
- 중고차 브랜드 '리본카'

리본카는‘중고차, 시스템으로 바로잡다’ 라는 슬로건을 가진 오토플러스의 비대면 중고차 브랜드이다. 특허받은 시스템을 통해 온라인상에서 차량 확인부터 계약∙결제∙배송까지 모두 비대면으로 진행할 수 있는 것이 특징이다. 중고차 매입, 생산, 판매까지 진행하는 직영중고차 구조를 가지고 있다.
```
관련영상
 오토플러스 리본카 - 중고차, 시스템으로 바로잡다
```

- 금융사 인증 중고차

현대캐피탈, 하나캐피탈, BNK캐피탈, 엠캐피탈 인증 중고차 제휴파트너
- 테슬라 인증 중고차

현 테슬라 공식 인증 중고차 판매처이며, 2021년 7월~12월 테슬라 인증중고차의 공식 시승센터(Driving Center)를 운영했다.
- 중고차 상품화 직영공장 'ATC'

기존의 중고차 업자들과는 달리 독일 TÜV SÜD 150년 역사의 인증기관에서 인증한 중고차 전문 상품화 직영 공장을 운영한다.  
```
관련기사
  (르포) 최상급 중고차를 신차처럼… 오토플러스 리본카 상품화 공장을 가보다... 전기신문
```

- 장기렌트/구독 서비스

무심사 장기렌터카 및 렌트/구독. 선납금이나 추가 비용이 없는 것이 특징.
- 찾아가는 서비스

방문 차량점검 서비스 찾아가는 서비스. 소정의 비용을 내면 방문점검기사가 원하는 시간과 장소에서 차량을 점검하고 엔진오일 세트를 무료 교체해준다.
```
관련영상
 오토플러스 찾아가는 서비스 방문점검 케어
```

- 자차보험 서비스

금융사 자산차량에 대한 자차보험
- 자동차 물류 서비스

금융사 리스 및 렌트차량의 출고 및 고객인도를 위한 신차물류 관리
- 자동차 관리 서비스

자동차 보관 및 등록 대행, 자동차 번호판 교부소 운영, 자동차 번호판 및 보조번호판 장치 제작, 대차서비스 등
- 자동차 금융 서비스

일반 고객, 법인 고객 등 리스/할부 
- 온라인 중고차 경매 서비스

자동차 경매장 운영, 온라인 경매시스템 차옥션 운영

## 특이사항
- 자체 방송국 운영

작가, PD, 소속 쇼호스트를 내재화한 자체 방송국을 보유중이다. 2018년 유튜브 방송채널 리본카를 개설했다. 월 2회 자동차 예능 라이브 쇼 리본쇼를 진행하며, 매일 오후 7시 ‘중고차 홈쇼핑’을 표방한 자체 라이브커머스 리본카 쇼핑 라이브를 통해 중고차를 판매한다. 방송에 함께하는 쇼호스트로는 천우정 김주영, 이하늘, 김지영, 구현진, 이슬, 권이주 등이 있다. 2022년 10만명을 넘어 실버버튼을 받았다. 
```
관련기사
 오토플러스의 중고차 '라방'이 특별한 이유..."침수차 걱정 NO!" 
```

```
관련영상
 오토플러스 실버버튼 언박싱
```

- 3가지 특허

중고차 업계에서 독특하게 3가지의 특허받은 시스템을 내세우고 있다.
① 차량 정밀 검사 특허 ② 선택형 개선 특허 ③ 냄새 특허

## 지점 위치
오토플러스의 중고차 브랜드 ‘리본카’의 지점현황은 아래와 같다
- 리본카 일산지점위치 경기 고양시 일산동구 백마로 478 풍동오토갤러리 B1 M16호 리본카 일산지점
- 리본카 청라지점위치 인천광역시 서구 정서진로 70
- 리본카 제주지점위치 제주특별자치도 제주시 아연로 300(오등동)
- 리본카 동대구지점위치 대구 동구 안심로59길 36
- 리본카 부산지점위치 부산 기장군 장안읍 반룡산단3로 95 부산오토필드 A코어 지하2층
- 리본카 광주지점위치 광주광역시 서구 회재유통길78, 201호 (매월동,엠플러스매매B동)
- 리본카 중앙특판지점위치 인천광역시 서구 봉수대로158, S091 (가좌동,엠파크타워 A17호)